# Argyroeides auranticincta
Argyroeides auranticincta là một loài bướm đêm thuộc phân họ Arctiinae, họ Erebidae.